# Ramsta socken
Ramsta socken i Uppland ingick i Hagunda härad, uppgick 1967 i Uppsala stad och området ingår sedan 1971 i Uppsala kommun och motsvarar från 2016 Ramsta distrikt.
Socknens areal är 21,01 kvadratkilometer varav 21,00 land. År 2000 fanns här 590 invånare.  Orten Navestabro samt tätorten och kyrkbyn Ramstalund med sockenkyrkan Ramsta kyrka ligger i socknen.  

## Administrativ historik
Ramsta socken omtalas i skriftliga handlingar första gången 1282 ('in Ramstæ').
Vid kommunreformen 1862 övergick socknens ansvar för de kyrkliga frågorna till Ramsta församling och för de borgerliga frågorna bildades Ramsta landskommun. Landskommunen uppgick 1952 i Södra Hagunda landskommun som 1967 uppgick i Uppsala stad som 1971 ombildades till Uppsala kommun.
1 januari 2016 inrättades distriktet Ramsta, med samma omfattning som församlingen hade 1999/2000. 
Socknen har tillhört län, fögderier, tingslag och domsagor enligt vad som beskrivs i artikeln Hagunda härad. De indelta soldaterna tillhörde Upplands regemente, Upsala och Hagunda kompanier och Livregementets dragonkår, Uppsala skvadron.

## Geografi
Ramsta socken ligger sydväst om Uppsala. Socknen är en slättbygd med småbergiga skogsmarker.

## Fornlämningar
Från stenåldern finns en hällkista. Från bronsåldern finns spridda gravrösen, skärvstenshögar och en hällristning vid Kibrunna. Från järnåldern finns tio gravfält. En runristning har påträffats, liksom ett svärd från bronsåldern, Bragbysvärdet.

## Namnet
Namnet skrevs 1282 Ramstæ kommer från en nu försvunnen by eller gård. Efterleden är sta(d), 'ställe' och förleden ravn, 'korp' som antingen kan syfta på fågeln eller troligare ett mansnamn.